# 사라 베스베스
사라 베스베스(아랍어: صرة بسبس, Sarra Besbes, 1989년 2월 5일~)는 튀니지의 에페 펜싱 선수이다. 그녀는 2009년부터 2011년까지의 FIE 펜싱 챔피언쉽에 세 차례 참가하였고, 이 중 2010년 파리 대회에서는 64강에 진출하였다. 그녀는 2007년부터 2009년까지의 에페 부문 주니어 세계선수권 대회에 참가하였고, 2007년에는 플뢰레 부문에도 참가하였다.
2012년 하계 올림픽에서 그녀는 에페 개인전에 참가하였다. 그녀는 32강에서 중국의 뤄샤오쥐안을 꺾고, 16강에서 대한민국의 최인정을 연장전 끝에 이긴 뒤, 8강에서 이 토너먼트의 은메달을 차지한 브리타 하이데만에 패하였다.